# Deutsche Allgemeine Zeitung (Берлин)
Deutsche Allgemeine Zeitung (DAZ, «Немецкая всеобщая газета») — газета на немецком языке, издававшаяся в Берлине в 1861—1945 годах. До 1918 года называлась Norddeutsche Allgemeine Zeitung («Северонемецкая всеобщая газета»).
Придерживалась правой националистической ориентации в период Веймарской республики, содействуя возвышению нацизма.
Газета наследовала основанной в 1837 году Leipziger Allgemeine Zeitung («Лейпцигской всеобщей газете»), которую издавал Хайнрих Брокхаус. Его сын, Эдуард Брокхаус, не только выпускал издание, но и самостоятельно редактировал его с 1857 по 1883 год. Его политическим взглядам следовала и газета. Хотя социал-демократ Вильгельм Либкнехт и принадлежал к начальному составу редакции, газета скоро развилась до национал-либерального и консервативного профиля. Она всегда была близка правительству («Bismarcks Hauspostille»: «Проповеди Бисмарка», «Бисмарковская книга исповеданий»), и время от времени финансировалась внешнеполитическим ведомством. К концу Первой мировой войны Norddeutsche Allgemeine была перерегистрирована в Берлине как DAZ (см. Отто Штольберг).